# النقل في اليابان

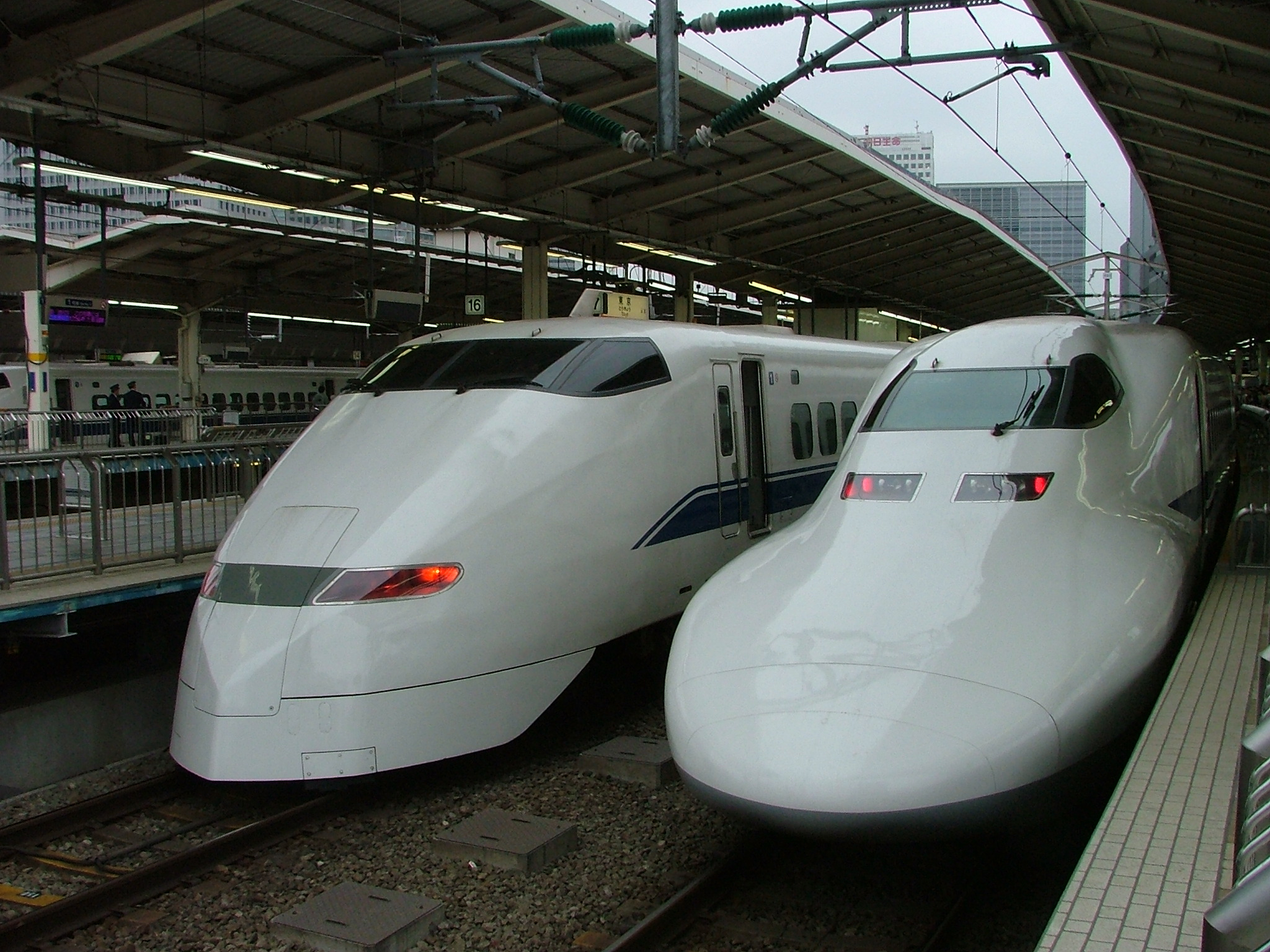
قطاري شينكانسن في محطة طوكيو.

تعتبر وسائل النقل في اليابان من أحدث وأرقى المواصلات في العالم، حيث يصرف عليها كميات طائلة من الاستثمارات سنويا.
يبلغ طول شبكة الطرق المعبدة في اليابان حوالي 1.2 مليون كيلومتر وهي تعتبر أهم وسائل النقل  تكون قيادة السيارات في اليابان على جهة اليسار من الطريق. هناك شبكة واحدة من الطرقات السريعة تربط المدن الرئيسية وتعمل بنظام جمع الرسوم على المداخل.
هناك عشرات من شركات السكك الحديدية اليابانية المتنافسة على سوق نقل الركاب الإقليمي والمحلي، منها على سبيل المثال، 7 شركات جيه آر مؤسسة كينكيتسو، سكة حديد سيبو، وشركة كيو. في كثير من الأحيان تملك هذه الشركات مكاتب عقارات أو مجمعات تجارية بجانب المحطات التابعة لخطوطها. كما هناك نحو 250 قطار شينكانسن فائق السرعة تربط المدن الرئيسية. تعرف جميع القطارات خاصة ووسائل النقل عامة بالتقيد بمواعيدها.
هناك 173 مطار، يعد مطار هانيدا أكبر المطارات المحلية، ويعتبر أكثر مطارات آسيا ازدحاما. وأكبر البوابات الجوية الدولية هي مطار ناريتا الدولي الذي يخدم منطقة طوكيو، ومطار كانساي الدولي الذي يخدم منطقة أوساكا، كوبه، كيوتو، ومطار تشوبو المركزي الذي يخدم منطقة ناغويا. وتشمل أكبر الموانئ ميناء ناغويا، ميناء كوبه، وميناء يوكوهاما.

## النقل بالسكك الحديدية

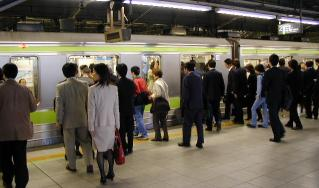
خط يامانوته في طوكيو

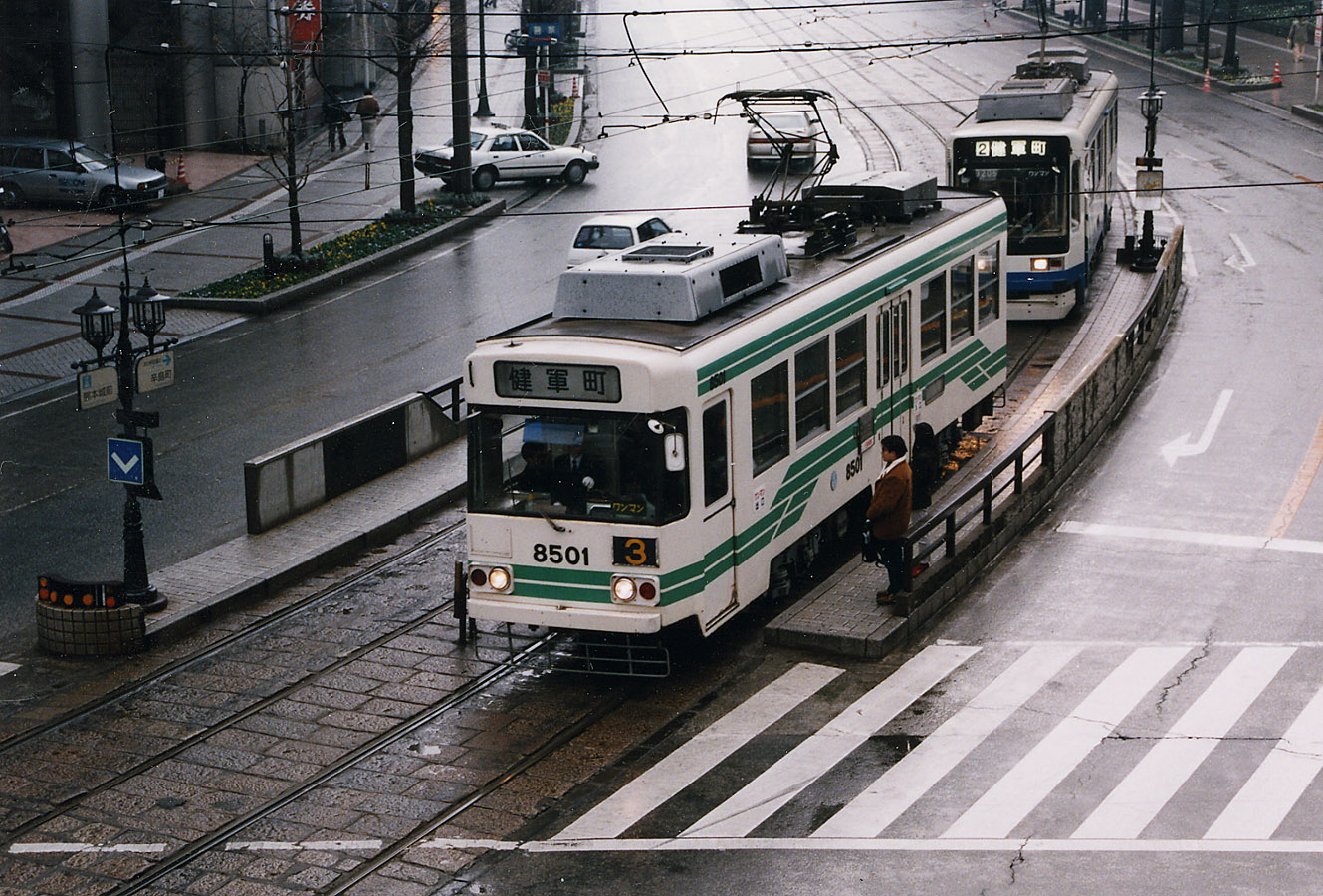
عربة قطار في الشارع في كوماموتو

تعتبر خطوط السكك الحديدية في اليابان من الوسائل الرئيسية لنقل الركاب، وخاصة لنقل عدد كبير من الأفراد بسرعة عالية بين المدن الكبرى والمواصلات إلى أماكن العمل في المناطق المزدحمة. تغطي مجموعة من سبع شركات اليابان للسكك الحديدية التي كانت مملوكة للدولة في السابق حتى عام 1987 معظم أنحاء اليابان. كما أن هناك خدمات للسكك الحديدية تشغلها شركات القطاع الخاص وشركات تابعة للحكومات المحلية، أو شركات ممولة من جانب كل من الحكومات الإقليمية والشركات الخاصة. تشتهر القطارات اليابانية بوصولها في الوقت المحدد. أكبر خمس محطات في اليابان هي (محطة شينجوكو، محطة إكه-بوكوكور، محطة شيبويا ، محطة أوميدا ومحطة يوكوهاما) تخدم أكثر من مليوني راكب وسطيا في اليوم، مما يجعل اليابان أكثر بلد باستخدام السكك الحديدية للفرد الواحد.
يبلغ طول السكك الحديدية حوالي 23,670.7 كم تشمل خطوط مشغلة بالكهرباء تماما يبلغ طولها 2,893.1 كم بعرض سكة 1,435 ملم و 89.8 كم بعرض سكة ضيقة 1.372 ملم. وحوالي نصف المسافة 20,656.8 من قياس سكة 1,067 ملم، و 40 كيلومترا من قياس سكة 762 ملم تعمل بالكهرباء.
يعمل نظام مترو الأنفاق في فوكوكا ، كوبه، كيوتو ، ناغويا ، أوساكا ، سابورو ، سينداي، وطوكيو ويوكوهاما.
كان معظم الشعب الياباني يتنقل سيرا على الأقدام حتى الجزء الأخير من القرن التاسع عشر. حيث بني أول خط سكة حديد بين طوكيو ويوكوهاما في عام 1872. واليوم تمتلك اليابان واحدة من أكثر شبكات سكة الحديد تطورا في العالم. قطارات الشينكانسن هي القطارات عالية السرعة في اليابان. يعمل حوالي 250 قطار شينكانسن يوميا. أسرع قطارات الشينكانسن هي سلسلة N700 وسلسلة 500 نوزومي ، والتي تعمل على سرعة قصوى تبلغ 300 كلم / ساعة. تعرف قطارات الشينكانسن بدقة مواعيدها العالية، وأمانها المرتفع. حيث في عام 2003 ، كان متوسط التأخير اليومي لكل قطار على توكايدو شينكانسين حوالي 6 ثوان.

## النقل بالطرقات

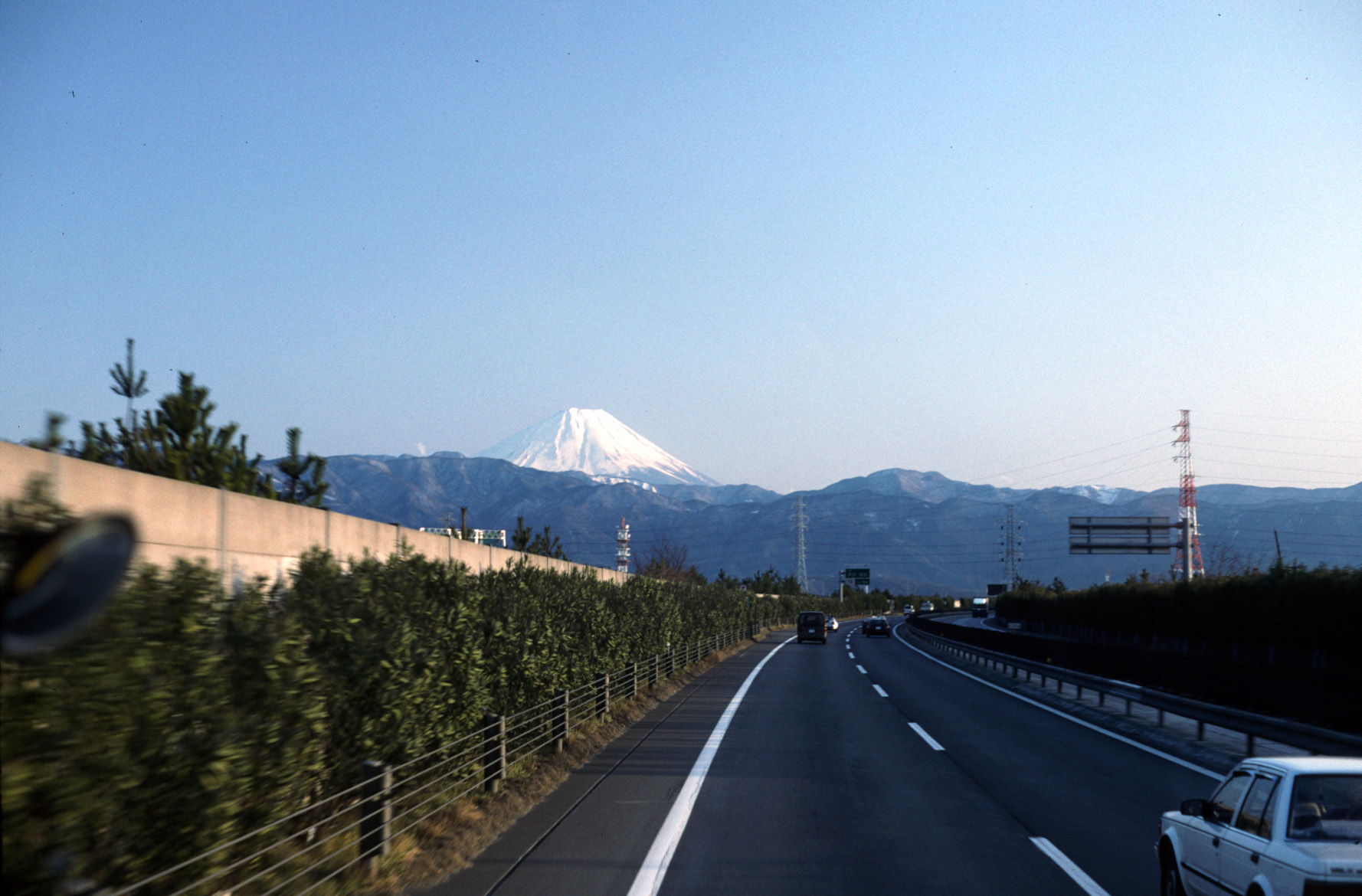
منظر لجبل فوجي من على طريق تشوأو السريع.

تملك اليابان حوالي 1.152.207 كيلو متر من الطرق مع 863.003 كلم (من بينها 6.114 كلم من الطرق السريعة) طرق ممهدة، بالإضافة إلى 289.204 كم من الطرق غير المعبدة (إحصاءات 1997). هناك شبكة واحدة للطرق السريعة يكون الدخول إليها عبر بوابات تربط المدن الرئيسية على جزيرة هونشو، وشيكوكو وكيوشو. في هوكايدو وجزيرة أوكيناوا هناك شبكتي طرق سريعة منفصلة عن الشبكة الرئيسية. في عام 2005 ، تحول شركات تحصيل الطرق السريعة التي كانت تابعة لهيئة الطرق العامة إلى شركات خاصة في الملكية العامة، وهناك خطط لبيع أجزاء منها. والهدف من هذه السياسة هو تشجيع المنافسة وخفض رسوم المرور.
توسع النقل الطرقي للركاب والبضائع والنقل بشكل كبير خلال عقد 1980 بسبب زيادة عدد ملاك السيارات الخاصة للسيارات بالإضافة إلى زيادة كبيرة في نوعية ومدى الطرق الوطنية. تنقل شركات الحافلات بما فيها شركة جيه آر باص الركاب لمسافات طويلة على شبكة الطرق السريعة. إضافة إلى الانخفاض النسبي في أسعار النقل في الباصات والمقاعد الفاخرة تقوم الحافلات بنقل الركاب بشكل رئيسي أثناء الليل عندما تكون خدمات النقل الجوي وخدمة القطارات متاحة على نطاق محدود.
نما قطاع الشحن السريع في عقد 1980 حيث سجل 274.2 مليار طن كيلومتر في عام 1990. يتولى الشحن الشاحنات في المقام الأول، حيث في عام 1990 قامت الشاحنات بنقل أكثر من 6 بلايين طن من الحمولات وهو ما يمثل 90 في المئة من حمولة الشحن المحلي ونحو 50 في المئة من كيلومترات النقل الوزني.
من أهم مشاريع البنية التحتية الكبيرة للطرقات في الآونة الأخيرة كان بناء جسر سيتو وطريق أكوا لاين على خليج طوكيو.
على الرغم من أن حوادث الوفيات بدأت تتناقص ويرجع ذلك جزئيا إلى تقييد أكثر صرامة لقوانين القيادة تحت تأثير الكحول إلا أنه في عام 2004 سجّلت 7,358 حالة وفاة على الطرقات اليابانية.

## النقل الجوي

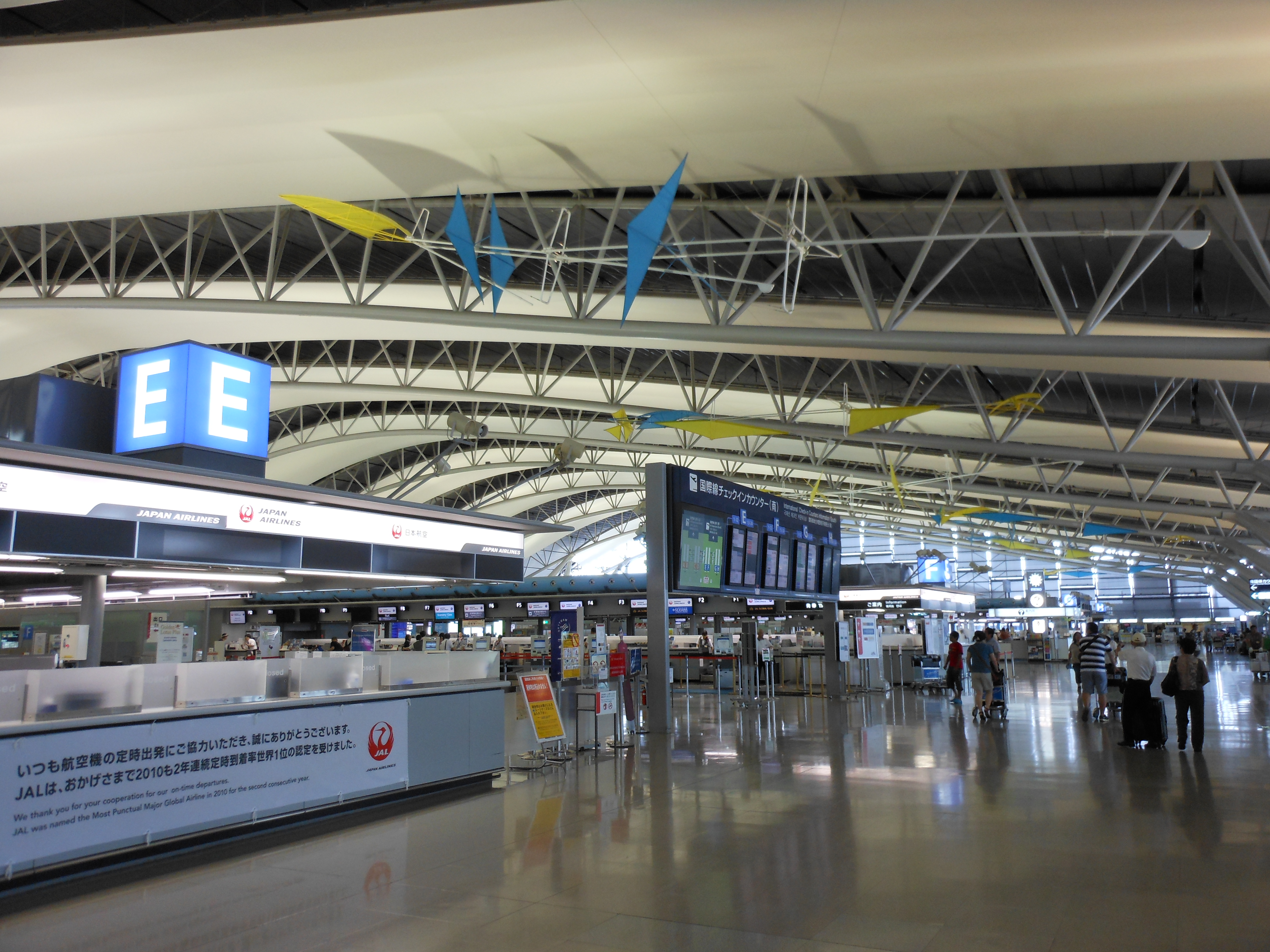
مطار كانساي الدولي

يوجد في اليابان العديد من المطارات. وأكبر البوابات الجوية الدولية هي مطار ناريتا الدولي الذي يخدم منطقة طوكيو، ومطار كانساي الدولي الذي يخدم منطقة أوساكا، كوبه، كيوتو، ومطار تشوبو المركزي الذي يخدم منطقة ناغويا. المنفذ الرئيسي للطيران الداخلي هو مطار طوكيو الدولي (مطار هانيدا) الذي يعتبر أكثر مطارات آسيا ازدحاما، بالإضافة إلى مطار أوساكا الدولي (مطار إيتامي) ، ومطار تشيتوسه الجديد خارج سابورو، ومطار فوكووكا.
شركتا الطيران الرئيسيتين هما شركة خطوط ؤول نيبون الجوية والخطوط الجوية اليابانية. بالإضافة إلى ذلك هناك شركات طيران أخرى تشمل سكايمارك، خطوط سكاينيت آسيا وغيرها.
كانت الرحلات الجوية الداخلية في اليابان على مر التاريخ على درجة عالية من التنظيم. حيث من عام 1972 والخطوط الداخلية الثلاثة (JAL, ANA, و JAS) كانت قد خصصت بعض الرحلات حيث تشترك JAL, ANA على الخطوط الرئيسية، وتتشارك ANA و JAS على الخطوط المحلية. كما أن JAL كانت تحتكر النقل على الخطوط الدولية حتى العام 1986. كانت أسعار تذاكر السفر بالطائرة توضع من قبل الحكومة حتى عام 2000، وعلى الرغم أنه كان بإمكان شركات الطيران تعديل مستوى الأسعار بحرية ابتداء من عام 1995 (حيث تم السماح بخصومات تصل حتى 50 ٪). اليوم تقوم شركات الطيران بتحديد الأسعار ولكن الحكومة ما زالت لديها القدرة على استخدام حق النقض بشأن الأسعار المرتفعة جدا.

## النقل البحري

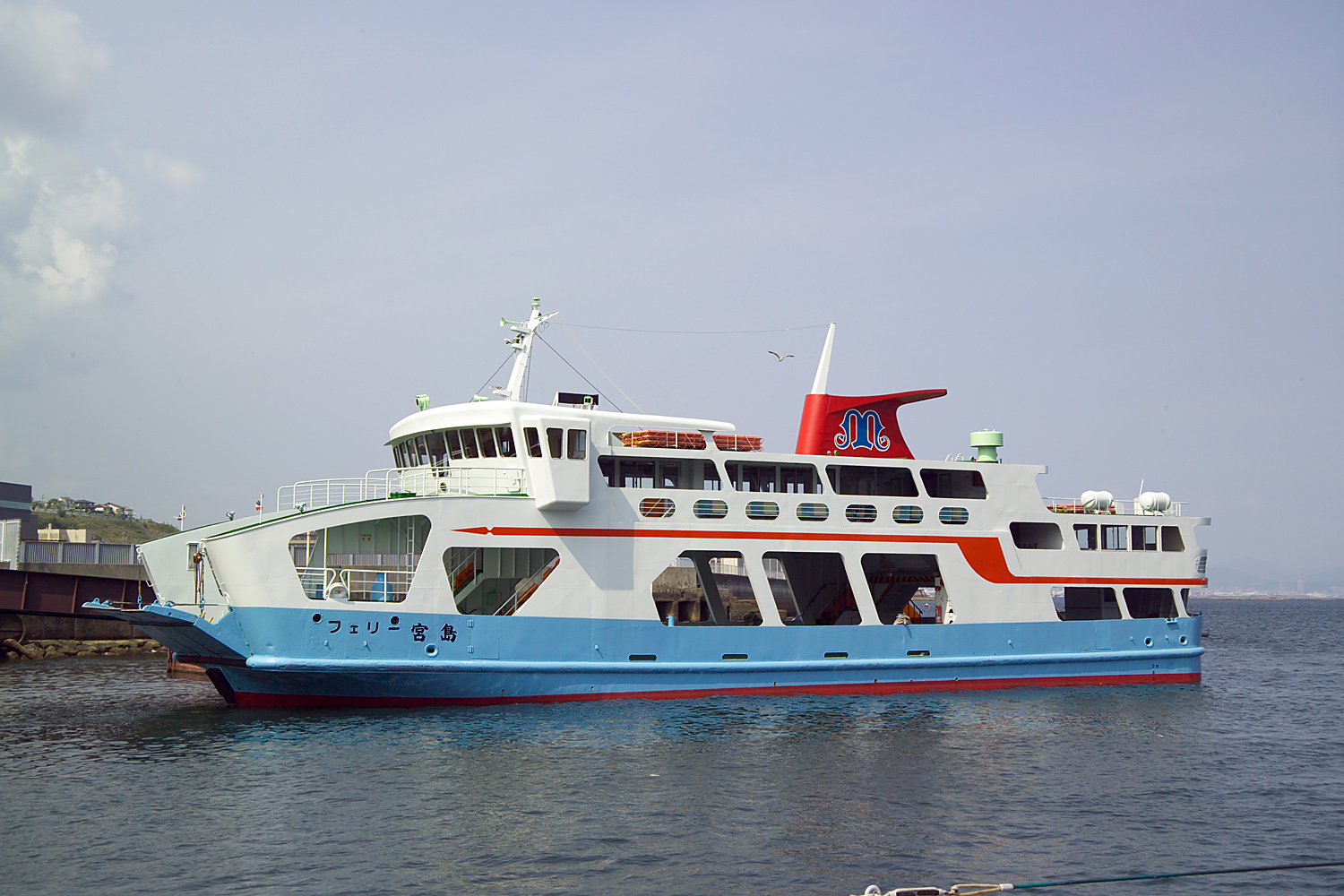
عبارة مياجيما في البحر الداخلي بين مياجيما وهيروشيما

هناك 1770 كلم من الطرق المائية في اليابان.
هناك اثنان وعشرون ميناء رئيسي عينت كموانئ هامة من قبل وزارة الأراضي والبنية التحتية والنقل وهي تشيبا ، توياما ، هيميجي، هيروشيما ، كاواساكي ، كيتاكيوشو ، كوبه، كوداماتسو، موروران، ناغويا ، نييغاتا ، أوساكا ، ساكاي / سينبوكو، سينداي / شيغوما، شيميزو ، شيمونوسيكي ، طوكيو ، توماكوماي ، واكاياما ، يوكايتشي، ويوكوهاما.
تربط العبارات بين جزيرتي هوكايدو وهونشو، وأوكيناوا مع جزيرة هونشو وجزيرة كيوشو. كما تربط سفن أخرى أصغر الجزر الصغيرة مع الجزر الرئيسية. كما يوجد خطوط دولية لنقل الركاب إلى الصين، روسيا، كوريا الجنوبية وتايوان. يتناقص عدد ومرات النقل بالعبارات تدريجيا على الجزر الرئيسية بسبب تطور الطرق السريعة والجسور ولكن البعض منها لا يزال يعمل (حتى 2007).

## خطوط الأنابيب
تملك اليابان 84 كيلومترا من الأنابيب لنقل النفط الخام، و 322 كم لنقل المنتجات النفطية، و 1،800 كم لنقل للغاز الطبيعي.